# Randlett (Utah)
Pour les articles homonymes, voir Randlett.
Randlett est une census-designated place située dans le comté de Uintah, dans l’État de l’Utah, aux États-Unis. Sa population s’élevait à 220 habitants lors du recensement de 2010.